# ولي آباد (مشكين شهر)
ولي آباد هي قرية في مقاطعة مشكين شهر، إيران. عدد سكان هذه القرية هو 223 في سنة 2006.